# Галіна Конопацька

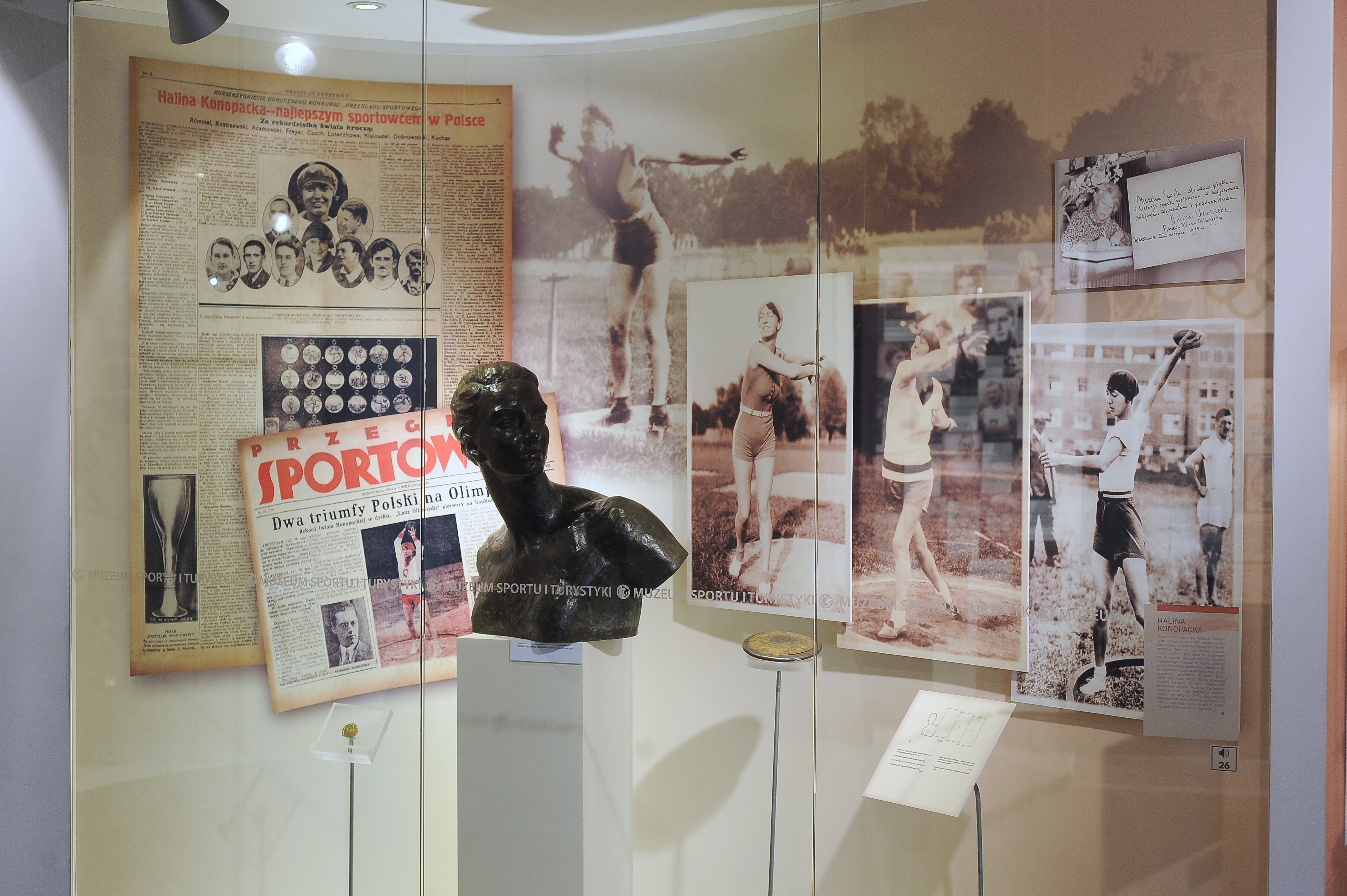
Стенд у варшавському Музеї спорту і туризму, що присвячений Галіні Конопацькій

Галіна Конопацька (пол. Halina Konopacka (Matuszewska, Szczerbińska); 26 лютого 1900, Рава-Мазовецька — 28 січня 1989, Дейтона-Біч) — польська легкоатлетка, чемпіонка літніх Олімпійських ігор 1928 у метанні диска, перша олімпійська чемпіонка в історії польського спорту. Після завершення кар'єри спортсменки стала письменницею і поеткою. Під час Другої світової війни емігрувала до США і решту життя прожила там.

## Життєпис
Галіна Конопацька народилася в місті Рава-Мазовецька Петроковської губернії (нині Лодзинське воєводство в Польщі). У 8 років разом із родиною переїхала до Варшави. Навчалася на філологічному факультеті Варшавського університету. Проявила себе різнобічною спортсменкою, виступаючи за команди Студентського спортивного союзу в змаганнях з легкої атлетики, тенісу, плавання, баскетболу, володіла навичками верхової їзди й водіння автомобіля, була пізнавана й на гірськолижних схилах: у Татрах через прихильність спортсменки до одягу червоного кольору з'явилося її прізвисько Czerbieta (скорочення від пол. kobieta w czerwieni — «жінка в червоному»).
1924 року французький тренер польських легкоатлеток Моріс Баке визначив спеціалізацію Конопацької в легкій атлетиці — метання диска. Того сезону вона виграла в цій дисципліні перший титул чемпіонки Польщі з результатом 23,45 м. Влітку 1926 року у Варшаві встановила два нових світових рекорди — 34,15 і 34,90, а в передолімпійському 1927 році оновила найвище світове досягнення, показавши результат 39,18.
31 липня 1928 року на Іграх IX Олімпіади в Амстердамі Галіна Конопацька виграла золоту медаль: у кваліфікації її диск пролетів 39,17 м, а у фіналі — 39,62, що було новим світовим і олімпійським рекордом. Золота медаль Галіни Конопацькою стала першою найвищою нагородою в історії виступів польських спортсменів на Олімпійських іграх. Світовий рекорд Конопацької протримався майже 4 роки і його побила 15 травня 1932 року співвітчизниця Ядвіга Вайс.
У 1927 і 1928 роках Конопацьку визнавали найкращою спортсменкою року в Польщі. У 1926 і 1930 роках ставала чемпіонкою Світових жіночих ігор у метанні диска (з результатами 37,71 і 36,80 відповідно), 1926 року також завоювала «бронзу» в штовханні ядра вагою 3,628 кг двома руками (19,25). 26 разів ставала чемпіонкою Польщі, найбільшу кількість золотих медалей вигравши в штовханні ядра (1924—1928) і метанні диска (1924—1928, 1930, 1931).
Конопацька мала темну шкіру і карі очі, завдячуючи своєму татарському корінню. Завжди піч час змагань вдягала червоний берет і мала подібну до фотомоделі форму тіла, завдяки якій її називали «Міс Олімпія». 1931 року припинила займатися легкою атлетикою, але продовжувала займатися спортом як формою відпочинку, зокрема лижами, тенісом і автомобільними перегонами. У 1930-х роках показувала досить високі результати в тенісі, виступаючи в міксті з Яном Малцужиньським і Чеславом Спихалою, у 1937 році входила в десятку найкращих тенісисток країни. У цей період Конопацька була членом Ради Міжнародної федерації жіночого спорту, відігравала важливу роль в Олімпійському русі Польщі, я почесна гостя була присутня на зимових і літніх Олімпійських іграх 1936 року.
Була високоосвіченою жінкою, яка вільно володіла трьома мовами. Талант Галіни Конопацької знайшов вираження не лише на спортивних аренах, а й у мистецтві. Її вірші друкувалися на сторінках польських літературних видань. 1929 року Конопацька видала збірку «Котрогось дня» (пол. Któregoś dnia), причому її випуску посприяв відомий поет і головний редактор газети Przegląd Sportowy Казимир Вежинський, який також виграв на Олімпіаді в Амстердамі золоту медаль — у конкурсі з літератури за ліричний твір «Олімпійський лавр» (пол. Laur Olimpijski). На думку професора Анни Васіловської, роботи Конопацької цінувалися за їхній феміністичний підхід в до аналізу взаємовідносин між чоловіком і жінкою, а також за спогади про юність і боротьбу проти ревнощів.
Від 20 грудня 1928 року Конопацька уклала шлюб з полковником Ігнацієм Матушевським. У вересні 1939 року, після початку Другої світової війни, брала участь в евакуації польського золотого запасу, яку ініціював її чоловіком і сама перебувала за кермом однієї з вантажівок, що прямували у Францію.
Після капітуляції Франції в червні 1940 року подружжя емігрувало до США, діставшись туди через Іспанію, Португалію і Бразилію у вересні 1941 року. Її чоловік раптово помер 1946 року в Нью-Йорку і Конопацька вдруге одружилась із Джорджем Щербінським. Заснувала лижну школу в Нью-Йорку, а також займалась дизайном одягу і керувала бутіком.
Після війни відвідувала Польщу лише тричі (у 1958, 1970 і 1975 роках). Після смерті другого чоловіка переїхала з Нью-Йорка до Флориди, де 1960 року закінчила коледж мистецтв і зайнялася живописом, взявши собі творчий псевдонім Helen Georgie. 1978 року, через 50 років після перемоги на Олімпійських іграх, була нагороджена срібною медаллю ордена Заслуги Польської Народної Республіки.
Померла 28 січня 1989 року в Дейтоні-Біч у Флориді. Урну з прахом Галіни Конопацької перевезли до Варшави й 18 жовтня 1990 року поховали в родинній могилі на Брудновському цвинтарі.